# Mistrzostwa Świata w Short Tracku 1980
5. Mistrzostwa Świata w Short Tracku odbyły się we Włoszech, w Mediolanie, w dniach 22 – 23 marca 1980 roku. Rozegrano 10 konkurencji: 500 m, 1000 m, 1500 m, 3000 m kobiet i mężczyzn oraz sztafetę 3000 m kobiet i 5000 m mężczyzn. Medale przyznano w wieloboju i sztafetach. W klasyfikacji medalowej najlepsi byli Kanadyjczycy. 

## Klasyfikacja medalowa
| Lp. | Kraj              | Złoto | Srebro | Brąz | Razem |
| 1.  | Kanada            | 2     | 1      | 1    | 4     |
| 2.  | Japonia           | 1     | 2      | 1    | 4     |
| 3.  | Włochy            | 1     | 0      | 0    | 1     |
| 4.  | Australia         | 0     | 1      | 0    | 1     |
| 5.  | Francja           | 0     | 0      | 1    | 1     |
| 5.  | Stany Zjednoczone | 0     | 0      | 1    | 1     |

## Medaliści
| Konkurencja     | Złoto                                                                             | Srebro                                                                                 | Brąz                                                                                          |
| Mężczyźni       |                                                                                   |                                                                                        |                                                                                               |
| Wielobój        | Gaétan Boucher                                                                    | Louis Grenier                                                                          | Marc Bella                                                                                    |
| Sztafeta 5000 m | Kanada Gaétan Boucher · Louis Baril · Benoit Baril · Louis Grenier                | Australia Michael Richmond · Rodney Bates · Michael Hearn · Shane Warren · Ken Stewart | Japonia Hiroshi Toda · Masaki Yasuda · Tatsuyoshi Ishihara · Kenichi Sugio · Toshiaki Yoshida |
| Kobiety         |                                                                                   |                                                                                        |                                                                                               |
| Wielobój        | Miyoshi Kato                                                                      | Mika Kato                                                                              | Cathy Turnbull                                                                                |
| Sztafeta        | Włochy Elena Belci-Dal Farra · Angela Fiscina · Marzia Peretti · Daniela Orgiazzi | Japonia Miyoshi Kato · Mika Kato · Seiko Mizutani · Minako Kuwabara · Kumi Kawai       | Stany Zjednoczone Gloria Bogacki · Margaret Burns · Lydia Stephans · Diana Bruck              |

## Wyniki
| Konkurencja | 1.             | 2.             | 3.             |
| Mężczyźni   |                |                |                |
| 500 metrów  | Marc Bella     | Shane Warren   | Gaétan Boucher |
| 1000 metrów | Gaétan Boucher | Louis Baril    | Kenichi Sugio  |
| 1500 metrów | Gaétan Boucher | Louis Grenier  | Rodney Bates   |
| 3000 metrów | Gaétan Boucher | Louis Grenier  | Shane Warren   |
| Kobiety     |                |                |                |
| 500 metrów  | Mika Kato      | Gloria Bogacki | Cathy Turnbull |
| 1000 metrów | Mika Kato      | Miyoshi Kato   | Cathy Turnbull |
| 1500 metrów | Miyoshi Kato   | Mika Kato      | Cathy Turnbull |
| 3000 metrów | Miyoshi Kato   | Cathy Turnbull | Gloria Bogacki |